# Episodi di Sulle tracce del crimine (prima stagione)
| nº | Titolo originale | Titolo italiano     | Prima TV Francia | Prima TV Italia |
| -- | ---------------- | ------------------- | ---------------- | --------------- |
| 1  | Arret d'urgence  | Fermata d'emergenza | 11 maggio 2006   | 16 giugno 2011  |
| 2  | Disparition      | La scomparsa        | 11 maggio 2006   | 16 giugno 2011  |
| 3  | Derapages        | L'apparenza inganna | 18 maggio 2006   | 23 giugno 2011  |
| 4  | Handicap         | Handicap            | 18 maggio 2006   | 23 giugno 2011  |

## Fermata d'emergenza
- Titolo originale: Arret d'urgence
- Diretto da:
- Scritto da:

### Trama
- Guest star:

## La scomparsa
- Titolo originale: Disparition
- Diretto da:
- Scritto da:

### Trama
- Guest star:

## L'apparenza inganna
- Titolo originale: Derapages
- Diretto da:
- Scritto da:

### Trama
- Guest star:

## Handicap
- Titolo originale: Handicap
- Diretto da:
- Scritto da:

### Trama
- Guest star: